# Reynsatindur
Reynsatindur är ett berg i Färöarna (Kungariket Danmark).  Det ligger i sýslan Vága sýsla, i den nordvästra delen av landet, 23 km väster om huvudstaden Tórshavn. Toppen på Reynsatindur är 676 meter över havet. Reynsatindur ligger på ön Vágar.
Terrängen runt Reynsatindur är lite kuperad. Runt Reynsatindur är det glesbefolkat, med 16 invånare per kvadratkilometer. Närmaste större samhälle är Vestmanna, 8,2 km norr om Reynsatindur. Trakten runt Reynsatindur består i huvudsak av gräsmarker.